# Marc Oliver Opresnik

Marc Oliver Opresnik (2019) an der Cambridge Judge Business School der Universität Cambridge

Marc Oliver Opresnik (* 27. September 1969 in Duisburg) ist ein deutscher Wirtschaftswissenschaftler und Autor. Er ist Professor für ABWL an der TH Lübeck sowie Mitglied des Direktoriums beim St. Gallen Management Institut (SGMI). Seine Bücher über Themen des Marketing wurden in mehreren Sprachen veröffentlicht.

## Werdegang
Opresnik studierte an der Universität Hamburg Betriebswirtschaftslehre und wurde 1999 über das Thema Unternehmenskultur in den USA und Deutschland promoviert. Er war zehn Jahre im Management des Mineralöl- und Erdgasunternehmens Shell tätig.
Seit 2008 ist er Professor für Allgemeine Betriebswirtschaftslehre, insbesondere Marketing, Management und Unternehmensführung an der TH Lübeck sowie Gastprofessor an internationalen Hochschulen wie der East China University of Science and Technology in Shanghai und der Regent’s University London in Großbritannien. An der Universität zu Lübeck ist Opresnik im Institut für Entrepreneurship und Business Development (IEBD) tätig und fördert unternehmerisches Denken und Handeln an den Lübecker Universitäten. Dabei arbeitet das Institut mit Startup SH zusammen.
Am Schweizer St. Gallen Management Institut hat er die Leitung des Center for Marketing Management inne und sitzt im Direktorium des Instituts. In Kooperation mit der Universität Osnabrück war Opresnik einer der ersten Professoren, die einen Massive Open Online Kurs mit ECTS-Punkten angeboten hat. Er ist globaler Co-Autor mehrerer Marketingbücher mit Philip Kotler und Mitglied der Redaktionsbeiräte verschiedener wissenschaftlicher Fachzeitschriften, darunter das Transnational Marketing Journal und Innovative Marketing.
Neben seinen akademischen Tätigkeiten war Opresnik auch als Referent auf Veranstaltungen wie der World Business Conference und World Marketing Conference. 2020 hielt er im Rahmen des TEDx Aston University Events einen Vortrag über Motivation und eigenes Potential.
Im Mai 2025 erhielt er die Auszeichnung als Honorarprofessor für Strategisches Marketing und Leadership am New Delhi Institute of Management (NDIM) in Indien.
Im Juni 2025 wurde Opresnik als Global Thought Leader in das Academic Speakers Bureau der London School of Economics (LSE) aufgenommen.
Im selben Jahr entwickelte Opresnik das strategische Framework PIVOTAL Infinity Marketing Canvas, das Ansätze aus Marketing, Strategie und Leadership vereint. Es wurde im Juli 2025 als Unionsmarke mit ihm als eingetragenem Inhaber beim Amt der Europäischen Union für geistiges Eigentum (EUIPO) registriert.

## Publikationen (Auszug)
- Unternehmenskultur in den USA und Deutschland, Rebo-Star Verlag 1999 (= Dissertation).
- mit Jürgen Lürssen: Die heimlichen Spielregeln der Karriere. Wie Sie die ungeschriebenen Gesetze am Arbeitsplatz für Ihren Erfolg nutzen, 4. Aufl., Campus, Frankfurt/New York 2014, ISBN 978-3-593-50146-8.
- Die Geheimnisse erfolgreicher Verhandlungsführung. Besser Verhandeln in jeder Beziehung, 2. Aufl., Springer Gabler, Berlin 2014, ISBN 978-3-662-44108-4 (englisch: The Hidden Rules of Successful Negotiation and Communication: Getting to Yes!, Springer, Heidelberg 2014, ISBN 978-3-319-06193-1).
- mit Nils Bickhoff, Svend Hollensen: The Quintessence of Marketing. What You Really Need to Know to Manage Your Marketing Activities, Springer, Heidelberg 2014, ISBN 978-3-642-45443-1.
- mit Carsten Rennhak: Grundlagen der Allgemeinen Betriebswirtschaftslehre. Grundlagen unternehmerischer Funktionen, Springer Gabler, 2. Aufl., Wiesbaden 2015, ISBN 978-3-662-44326-2 (1. Aufl. erschienen als Grundlagen der Allgemeinen Betriebswirtschaftslehre. Eine Einführung aus marketingorientierter Sicht).
- mit Carsten Rennhak: Marketing: Grundlagen, Springer Gabler, Wiesbaden 2015, ISBN 978-3-662-45808-2.
- mit Svend Hollensen: Marketing. A Relationship Perspective, 2. Aufl., Vahlen, München 2015, ISBN 978-3-8006-3722-5.
- mit Philip Kotler, Kevin L. Keller: Marketing-Management. Konzepte – Instrumente – Unternehmensfallstudien, 14. Aufl., Pearson Studium 2015, ISBN 978-3-86326-735-3.
- mit Gary Armstrong, Philip Kotler: Marketing. An Introduction, Prentice Hall, 13. Aufl., Pearson 2016, ISBN 978-1-292-14650-8.
- mit Oguz Yilmaz: Die Geheimnisse erfolgreichen YouTube-Marketings. Von YouTubern lernen und Social Media Chancen nutzen, Springer Gabler, Berlin 2016, ISBN 978-3-662-50316-4.
- mit Philip Kotler, Kevin L. Keller: Marketing-Management. Konzepte – Instrumente – Unternehmensfallstudien, 15. Aufl., Pearson Studium 2015, ISBN 978-3-86894-279-8.
- From Bowling to Pinball: Understanding How Social Media Changes the Generation of Value for Consumers and Companies, Springer, Meiselwitz, 2017, ISBN 978-3-319-58558-1.
- Überzeugend! Wie Sie in Gesprächen, Verhandlungen und Präsentationen erfolgreich sind: Mit gelungener Kommunikation und Rhetorik Menschen begeistern und mehr erreichen, Opresnik Management Consulting, 1. Aufl. 2017, ISBN 978‑1‑52120‑861‑8
- mit Svend Hollensen: Marketing: Principles and Practice. A Comprehensive Guide for Students and Practitioners, Opresnik Management Consulting, 1. Aufl. 2017, ISBN 978-1-52119-959-6.
- Die Geheimnisse erfolgreicher Verhandlungsführung: Besser verhandeln – in jeder Beziehung, 3. Aufl., Opresnik Management Consulting, ISBN 978‑3‑662‑44108‑4.
- mit Svend Hollensen und Philip Kotler: Social Media Marketing: A Practitioner Guide, 5. Aufl. (englisch), Opresnik Management Consulting, ISBN 979‑8405414577
- Die Geheimnisse erfolgreicher Kommunikation: Besser reden – in jeder Beziehung, 2. Aufl., Opresnik Management Consulting.
- mit Svend Hollensen und Philip Kotler: Social Media Marketing: A Practitioner Guide, 2. Aufl., Opresnik Management Consulting, 2017, ISBN 978-1-5495-4040-0.
- Projektmanagement: Systematisch zum Erfolg. Ein praxisnaher Ratgeber mit zahlreichen Tools, Checklisten und Vorlagen, Opresnik Management Consulting, ISBN 979-8376817650.
- mit Philip Kotler und Kohzoh Takaoka: 21st Century Marketing: Digitalization and Transformation through Innovation, Opresnik Management Consulting, 2017, ISBN 978-1-5499-8184-5.
- Überzeugt! Erfolgreich kommunizieren, präsentieren und verhandeln, 3. Aufl., Opresnik Management Consulting, 2018, ISBN 978-3-946962-00-7.
- Effective Social Media Marketing Planning – How to Develop a Digital Marketing Plan, in: Meiselwitz, G. (Hrsg.): Social Computing and Social Media. User Experience and Behavior. SCSM 2018. Band 10913, Springer, Cham, 2018, ISBN 978-3-319-91520-3.
- mit Svend Hollensen: Marketing: Principles and Practice: A management-oriented approach, 2. Aufl., Opresnik Management Consulting, 2018, ISBN 978-1-5495-4040-0.
- mit Svend Hollensen: Marketing: Grundlagen und Praxis: Ein managementorientierter Ansatz, Opresnik Management Consulting, 2018.
- mit Svend Hollensen und Philip Kotler: Social Media Marketing: Ein praxisorientierter Leitfaden für erfolgreiches Online-Marketing, Opresnik Management Consulting, 2018.
- mit Svend Hollensen und Philip Kotler: Social Media Marketing: A Practitioner Guide, 3. Aufl., Opresnik Management Consulting, 2019, ISBN 978-1-5495-4040-0.
- Digital Marketing Research, in: Meiselwitz, G. (Hrsg.): Social Computing and Social Media. Communication and Social Communities. HCII 2019. Lecture Notes in Computer Science, Band 11579, Springer, Cham, 2019, ISBN 978-3-030-21904-8.
- mit Svend Hollensen und Philip Kotler: Social Media Marketing: Ein praxisorientierter Leitfaden für erfolgreiches Online-Marketing, 2. Aufl., Opresnik Management Consulting, 2019.
- mit Gary Armstrong und Philip Kotler: Marketing: An Introduction, Global Edition, 14. Aufl., Pearson, Edinburgh Gate, 2019, ISBN 978-1-292-21430-7.
- mit Svend Hollensen und Philip Kotler: El marketing en redes sociales: Una guía práctica, 3. Aufl., Opresnik Management Consulting, 2020.
- mit Svend Hollensen und Philip Kotler: Social Media Marketing: A Practitioner Guide, 4. Aufl., Opresnik Management Consulting, 2020, ISBN 979-8554161223.
- mit Svend Hollensen und Philip Kotler: El marketing en redes sociales: Una guía práctica, 4. Aufl., Opresnik Management Consulting, 2020.
- mit Svend Hollensen: Marketing: Grundlagen und Praxis: Ein managementorientierter Ansatz, 3. Aufl., Opresnik Management Consulting, 2020.
- mit Svend Hollensen und Philip Kotler: Social Media Marketing: Ein praxisorientierter Leitfaden für erfolgreiches Online-Marketing, 4. Aufl., Opresnik Management Consulting, 2020.
- mit Svend Hollensen: Marketing: Principles and Practice: A management-oriented approach, 3. Aufl., Opresnik Management Consulting, 2020.
- Die Macht der Kommunikativen Intelligenz nutzen. Einfach intelligent erklärte Strategien und Taktiken für erfolgreiche Verhandlungsführung, Verkaufsgespräche und Präsentationen, Opresnik Management Consulting, 2020.
- mit Philip Kotler und Kohzoh Takaoka: Digital Marketing Management and Transformation by Innovation: How to win in a world of digitalization and create a sustainable business, Opresnik Management Consulting, 2020.
- Effective Online Advertising Strategy, in: Stephanidis C. et al. (Hrsg.): HCI International 2020 – Late Breaking Papers: Interaction, Knowledge and Social Media. HCII 2020. Lecture Notes in Computer Science, Band 12427, Springer, Cham, 2020, ISBN 978-3-030-60151-5.
- mit Svend Hollensen: Marketing: Principles and Practice: A management-oriented approach, 4. Aufl., Opresnik Management Consulting, 2020.
- mit Svend Hollensen: Marketing: Grundlagen und Praxis: Ein managementorientierter Ansatz, 4. Aufl., Opresnik Management Consulting, 2020.
- mit Alessandro Marino: How to Create and Grow a Business with YouTube Marketing and Beyond: The ultimate success guide to building a professional channel, brand and thriving company, Opresnik Management Consulting, 2020.
- mit Svend Hollensen: Marketing in 100 Minuten, Opresnik Management Consulting, 2021.
- mit Svend Hollensen: Marketing in 100 Minutes, Opresnik Management Consulting, 2021.
- Projektmanagement. Systematisch zum Erfolg, 3. Aufl., Opresnik Management Consulting, 2021.
- Projektmanagement in 100 Minuten, Opresnik Management Consulting, 2021.
- mit Svend Hollensen und Philip Kotler: Social Media Marketing in 100 Minuten, Opresnik Management Consulting, 2021.
- Effective Social Media Marketing Through Customer Journey Mapping, in: Meiselwitz G. (Hrsg.): Social Computing and Social Media: Experience Design and Social Network Analysis. HCII 2021. Lecture Notes in Computer Science, Band 12774, Springer, Cham, 2021, ISBN 978-3-030-77625-1.
- mit Christoph Rennhak: Betriebswirtschaftslehre in 100 Minuten, Opresnik Management Consulting, 2021.
- mit Svend Hollensen: Strategisches Management in 100 Minuten, Opresnik Management Consulting, 2021.
- mit Svend Hollensen: International Marketing: Principles and Practice. A management-oriented approach, Opresnik Management Consulting, 2021.
- mit Martin Limbeck: Verhandeln oder verkaufen? Egal! Gewinnen ohne zu siegen!: Das Praxishandbuch mit allem, was Sie für erfolgreiche Verhandlungen und Verkaufsgespräche wissen müssen, Opresnik Management Consulting, 2021.
- mit Svend Hollensen und Philip Kotler: Social Media Marketing: A Practitioner Approach. The ultimate strategy guide for social media success to grow your business, 5. Aufl., Opresnik Management Consulting, 2022.
- mit Jens Göman und Svend Hollensen: Customer Experience Management in 100 Minuten, Opresnik Management Consulting, 2022.
- mit Svend Hollensen und Philip Kotler: Social Media Marketing: Grundlagen und Praxis. Das ultimative Handbuch für erfolgreiches Online-Marketing in den sozialen Medien, 5. Aufl., Opresnik Management Consulting, 2022.
- mit Svend Hollensen: International Marketing in 100 Minutes, Opresnik Management Consulting, 2022.
- Projektmanagement in 100 Minuten, 3. Aufl., Opresnik Management Consulting, 2022.
- mit Svend Hollensen und Philip Kotler: Metaverse – the new marketing universe, in: Journal of Business Strategy, 2022, doi:10.1108/JBS-01-2022-0014.
- mit Svend Hollensen und Philip Kotler: Social Media Marketing in 100 Minuten, 2. Aufl., Opresnik Management Consulting, 2022.
- The Internet-of-Things and AI and their Use for Marketers, in: Meiselwitz, G. (Hrsg.): Social Computing and Social Media: Applications in Education and Commerce. HCII 2022. Lecture Notes in Computer Science, Band 13316, Springer, Cham, 2022, ISBN 978-3-031-05063-3.
- mit Jens Göman und Svend Hollensen: Customer Experience Management in 100 Minutes, Opresnik Management Consulting, 2022.
- mit Gary Armstrong und Philip Kotler: Marketing: An Introduction, Global Edition, 15. Aufl., Pearson, Edinburgh Gate, 2022, ISBN 978-0-13-754666-9.
- mit Stefan Fauser und Svend Hollensen: Service Marketing in 100 Minuten, Opresnik Management Consulting, 2023.
- mit Martin Limbeck: Verkaufen & Verhandeln mit Strategie – Erfolg im Vertrieb: Wie Sie Verkaufsprozesse erfolgreich führen und jeden Deal mit Erfolg abschließen, 2. Aufl., Opresnik Management Consulting, 2023.
- Projektmanagement. Systematisch zum Erfolg, 4. Aufl., Opresnik Management Consulting, 2023.
- mit Svend Hollensen: Marketing: Grundlagen und Praxis: Ein managementorientierter Ansatz, 5. Aufl., Opresnik Management Consulting, 2023.
- mit Svend Hollensen und Dirk Schmidt-Foß: Erfolg auf TikTok in 100 Minuten. Praxistipps, Kreativstrategien und Insider-Geheimnisse, 1. Aufl., Opresnik Management Consulting, 2024.
- mit Christoph Rennhak: Übungsbuch zur Betriebswirtschaftslehre in 100 Minuten: Im Sprint mit Spaß zum Wesentlichen für alle, 1. Aufl., Opresnik Management Consulting, 2024.
- mit Christoph Rennhak: Betriebswirtschaftslehre in 100 Minuten: Im Sprint mit Spaß zum Wesentlichen für alle, 2. Aufl., Opresnik Management Consulting, 2024.
- mit Daniel Jung: Mathematik 5. Klasse in 100 Minuten: Im Sprint mit Spaß zum Wesentlichen für alle, 1. Aufl., Opresnik Management Consulting, 2024.
- mit Svend Hollensen: Marketing: Principles and Practice: A management-oriented approach, 5. Aufl., Opresnik Management Consulting, 2024.
- mit Svend Hollensen und Markus Singer: Digital Leadership und New Work in 100 Minuten: Im Sprint mit Spaß zum Wesentlichen für alle, 1. Aufl., Opresnik Management Consulting, 2024.
- mit Daniel Jung: Mathematik 6. Klasse in 100 Minuten: Im Sprint mit Spaß zum Wesentlichen für alle, 1. Aufl., Opresnik Management Consulting, 2025.
- mit Philip Kotler und Svend Hollensen: PIVOTAL Strategy: The Infinity Marketing Canvas and Framework, 1. Aufl., Opresnik Management Consulting, 2025.